# Dorfkirche Alt-Tegel

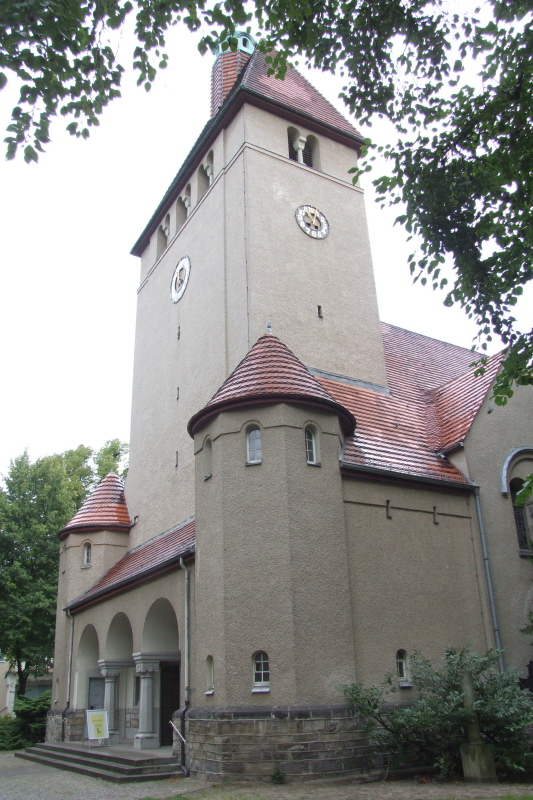
Westfassade der Dorfkirche Tegel

Die evangelische Dorfkirche Alt-Tegel ist eine Kirche im Berliner Ortsteil Tegel des Bezirks und gleichnamigen Kirchenkreises Reinickendorf. Die aktuell existierende Kirche wurde 1911/1912 errichtet; davor standen an diesem Platz allerdings bereits drei Vorgängerbauten, deren Geschichte bis in das Mittelalter rückverfolgt werden kann.

## Vorgängerbauten
Das um 1240 gegründete platzartige Sackgassendorf Tegel wird urkundlich erstmals 1322 erwähnt, und zwar als Kirchdorf, anlässlich der Vereinigung der Pfarren von Tegel und Dalldorf, wobei letztere zur Mutterkirche von Tegel wurde. Die Filialkirche Tegel wurde erst wieder 1894 zur selbstständigen Kirche. Im Landbuch Karls IV. (1375) wurden für Tegel vier Pfarrhufen ausgewiesen. Es ist anzunehmen, dass das Dorf möglichst bald nach 1240 eine Kirche aus Holz bekam, und zwar auf der platzartigen Erweiterung des Ortes. Über ihr Aussehen ist nichts bekannt.

Barocke Dorfkirche inmitten des Dorfes um 1790

Der Dalldorfer Pfarrer Schlüter schrieb 1714 über seine Filialkirche Tegel: „Die Kirche ist sehr gering, klein und von Holz erbaut mit schlechter Lehmwand.“ Es ist unklar, ob es sich dabei noch um den mittelalterlichen Bau handelte. 1724 ließ Friedrich Wilhelm I. Baumaterialien für den Bau einer Fachwerkkirche zur Verfügung stellen. Diese wurde aber schon 1756 durch einen soliden Steinbau ersetzt: ein Rechtecksaal mit gegliederten Putzfassaden, korbbogigen Fenstern und quadratischem Westturm mit Pyramidenhelm. Diese Saalkirche wurde zwar 1871/1872 vollständig umgebaut, aber schon bald darauf 1911 zugunsten einer städtisch wirkenden Kirche ersetzt.

## Heutige Kirche

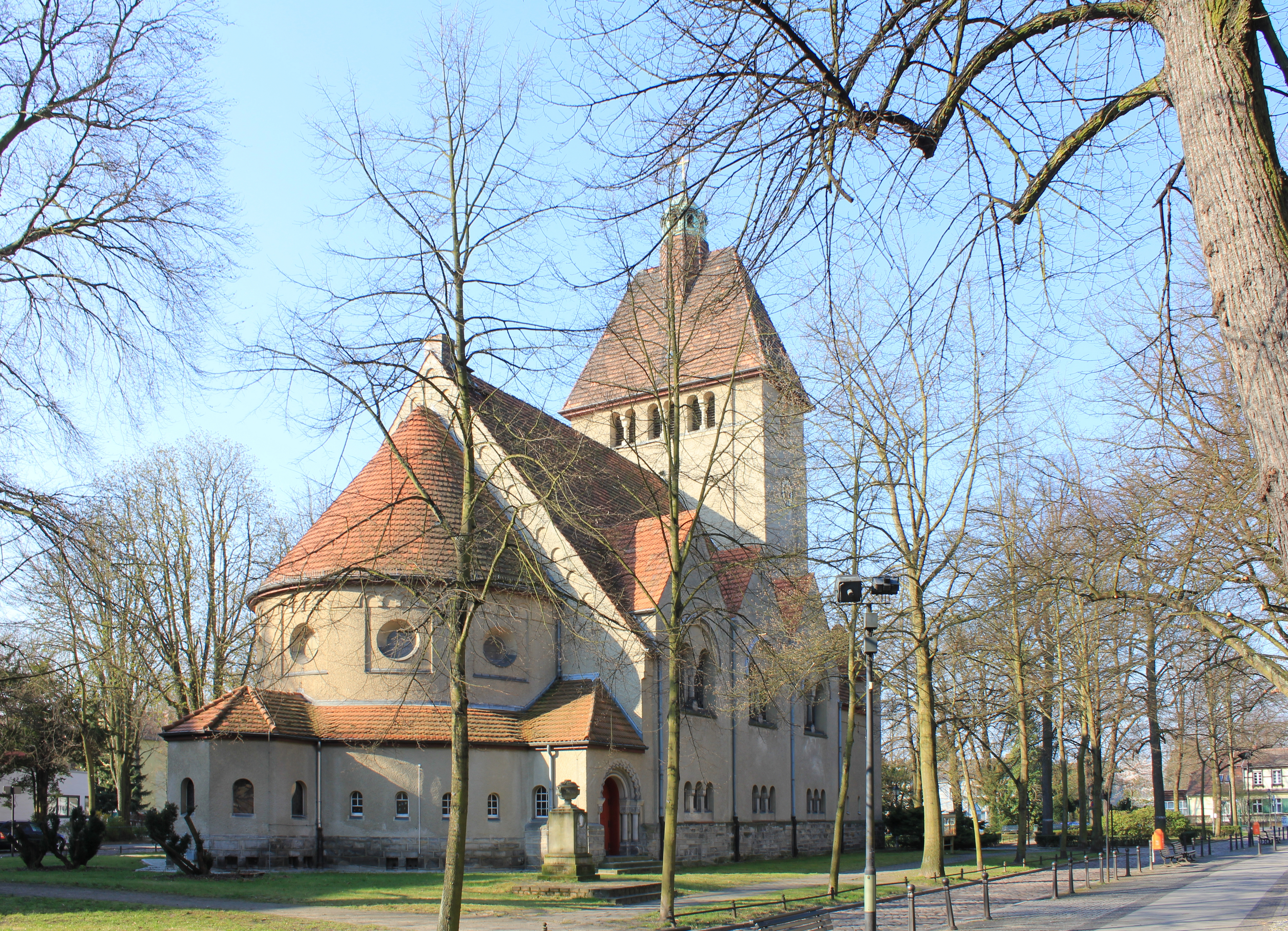
Dorfkirche Tegel (erbaut 1911) von Nordosten

Die existierende Kirche in neuromanischen Formen wurde 1911/1912 nach Plänen von Jürgen Kröger errichtet. Es handelt sich um ein dreischiffiges Langhaus mit einer mittelschiffsbreiten Apsis und einem westwerkartigen Turm. Der Mauerwerksbau ist verputzt; die schmückenden und gliedernden Teile sind aus Sandstein. Die Bronzetür mit der symmetrischen Ornamentik stammt von dem Kunstschmied Ottomar Holdefleiss und wurde in den 2010er Jahren von der Firma Fittkau Metallbau und Kunstschmiede restauriert.
Die offene Eingangshalle ist eine dreibogige Arkade mit seitlich angesetzten Treppentürmchen. Der Innenraum ist in drei Joche gewölbt, hat an den Längsseiten Emporen und an der Eingangsseite eine weitere für die Orgel. Ihre Disposition kann bei Orgel Database eingesehen werden. Die Kirche bietet 600 Plätze und kostete 1912 rund 170.000 Mark (kaufkraftbereinigt in heutiger Währung: rund 1.096.000 Euro).

## Kirchhof Alt-Tegel

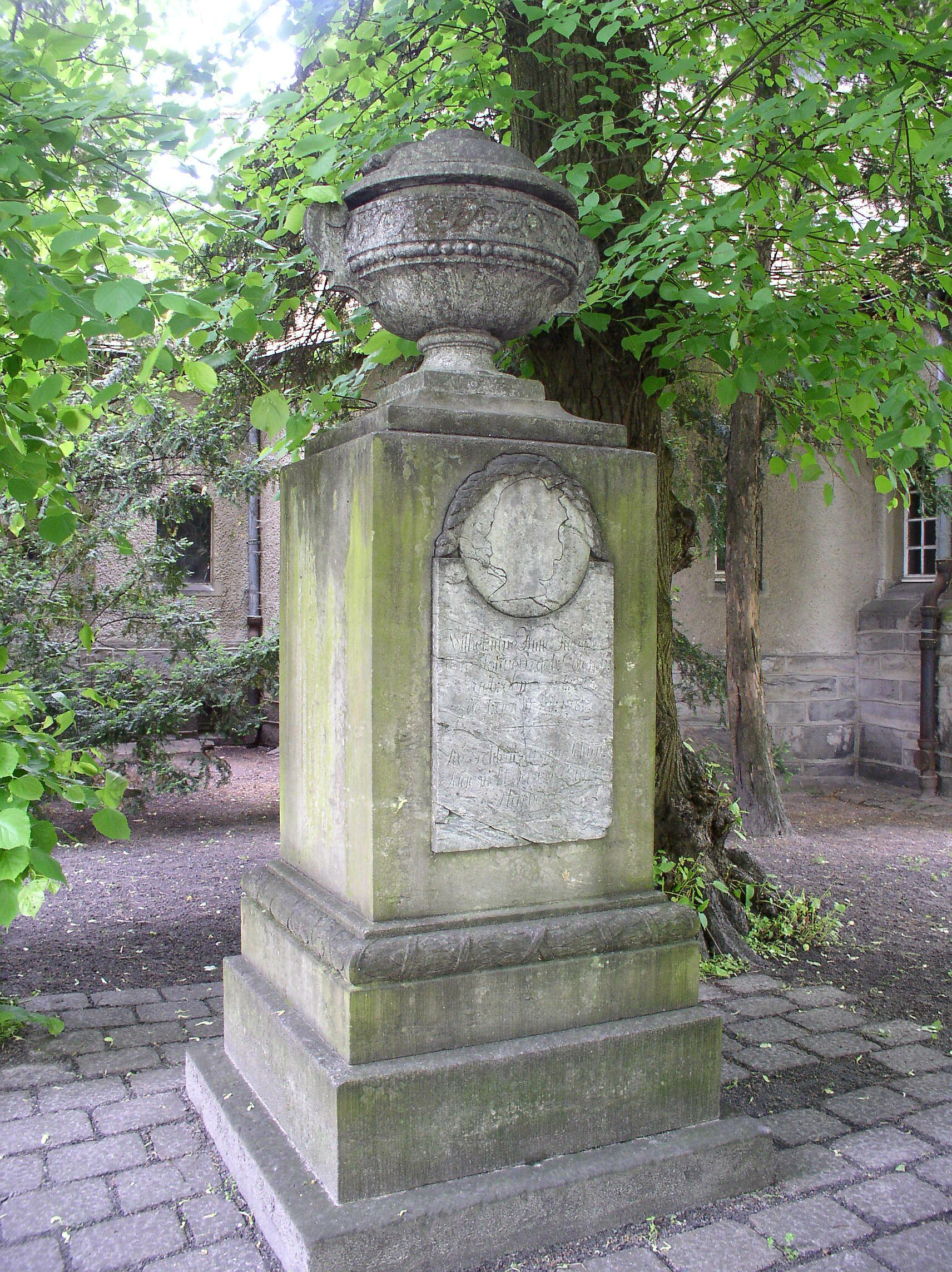
Grabmal von Wilhelmine Anna Susanne von Holwede

Im direkten Umfeld der Kirche befinden sich eine Reihe alter Grabmäler, die noch zum alten Kirchhof der Dorfkirche gehören, der im 15. Jahrhundert angelegt und 1874 geschlossen wurde. Außerdem wurde an der Südseite der Kirche das Kriegerdenkmal „Den Opfern der Kriege und der Gewalt“ errichtet, welches an die Gefallenen der Weltkriege 1914–1918 und 1939–1945 erinnern soll.
Im Nordosten befindet sich ein einzelnes Grabmal, welches mit einer marmornen Urne gekrönt und von einer Tafel mit Porträtmedaillon verziert ist. Hier wurde die 1784 verstorbene Wilhelmine Anne Susanne von Holwede, geborene Colomb, die Schwester von Marie-Elisabeth von Humboldt und somit die Tante der bekannten Brüder Wilhelm von Humboldt und Alexander von Humboldt, begraben.
Weitere Gräber von Personen, die in der Kirche und Gemeinde wirkten, liegen an der Südseite. Unter diesen finden sich beispielsweise der Gedenkstein des Dorfchronisten August Wietholz (* 31. Mai 1869; † 17. März 1949) und das Grab des Kommunalpolitikers Johann August Friedrich Wilke (* 1. August 1811; † 25. Juli 1874).